# توني كلارك
توني كلارك (بالإنجليزية: Tony Clark) (7 أبريل 1977 في المملكة المتحدة - ) هو لاعب كرة قدم بريطاني في مركز الهجوم. لعب مع ويكمب وندررز وHendon F.C. ‏ وBuckingham Town F.C. ‏ وNewport Pagnell Town F.C. ‏.

## وصلات خارجية
- توني كلارك على موقع Soccerbase.com (لاعب) (الإنجليزية)